# Монесен (Пенсилванија)
Монесен (енгл. Monessen) градић је у америчкој савезној држави Пенсилванија. По попису становништва из 2010. у њему је живело 7.720 становника.

## Демографија
Према попису становништва из 2010. у граду је живело 7.720 становника, што је 949 (10,9%) становника мање него 2000. године.
| Група             | 2000.         | 2010.         |
| Белци             | 7.203 (83,1%) | 6.148 (79,6%) |
| Афроамериканци    | 1.213 (14,0%) | 1.152 (14,9%) |
| Азијати           | 20 (0,2%)     | 23 (0,3%)     |
| Хиспаноамериканци | 71 (0,8%)     | 138 (1,8%)    |
| Укупно            | 8.669         | 7.720         |